# John Mamann
John Mamann, de son vrai nom Jonathan Maman, de son surnom Mamann Mamann,  né le 29 septembre 1978 en France, est un auteur-compositeur-interprète et compositeur français.

## Biographie
Il est le fils d'un père musicien avec des origines marocaines, Maurice Mann. À 18 ans, il s'installe au Canada puis à Miami, aux États-Unis, avant de revenir à Paris.
Il a notamment composé des chansons pour Johnny Hallyday (Autoportrait, Devant toi), Jean Roch et Louisy Joseph (Assis par terre). En 2009, il interprète sa première chanson dans son single Pas jaloux et son premier album Mister Joe.
Ses disques sont publiés sous le label Universal Music Division AZ.
Il publie son premier album "Mister Joe" en 2009 et son deuxième "Love Life" en 2013, lequel est marqué par le tube éponyme.
En 2016, il dévoile "J’suis comme toi" en featuring avec Lartiste et Rim’K, un hommage au titre "Ya Rayah" de Rachid Taha
En 2017, il publie un duo avec Gims, Tu la regardes, suivi d’un single solo "On s’en fout". Il apparaît également en feat sur l’album de Vitaa sur le morceau "Comme ça"
John Mamann continue sa carrière avec des participations pour plusieurs personnalités de la chanson française : Grand Corps Malade, Gims, Vitaa, Élisa Tovati et composé pour l'album de Vitaa et Slimane. Il travaille également sur l'album "Vivante" d'Amel Bent & apparaît en feat sur le single Tout va bien d’Elisa Tovati. 
Fin 2023 et après plusieurs années à composer pour les autres, sans sortie de single, John Mamann revient avec "Just a minute", en duo avec Sophia Sugarman. Un clip devrait sortir prochainement.

## Discographie

### Albums
- 2010 : Mister Joe
- 2013 : Love Life

### Singles
- 2009 : Pas jaloux
- 2009 : Donnez-moi le sens
- 2010 : On est tous comme ça
- 2012 : Fais pas la gueule John
- 2013 : Love Life (feat. Kika)
- 2014 : Laissons les rêver
- 2015 : Je suis charlie
- 2015 : Roi de France
- 2016 : J'suis comme toi (feat. Lartiste et Rim'K)
- 2017 : Tu la regardes (feat. Gims)
- 2017 : "Comme ça" (feat. Vitaa)
- 2020 : Chepa Chepa (feat. Benny Adam)
- 2021 : "Tout va bien (feat. Elisa Tovati)
- 2023 : Just a Minute (feat. Sophia Sugarman)

### Compositions pour d'autres chanteurs
- 2008 : Embrasse-moi  - Natasha St-Pier
- 2011 : Autoportrait - Johnny Hallyday
- 2012 : Tous les chemins - Elisa Tovati
- 2012 : Devant toi (en collaboration avec Johnny Hallyday) - (album L'Attente)
- 2013 : Quatre murs - Johnny Hallyday (album Born Rocker Tour)
- 2014 : 15 heure du matin - Grand Corps Malade
- 2015 : Je suis Charlie- Grand Corps Malade
- 2017 : Album J4M -Vitaa
- 2018 : Je te le donne - Vitaa et Slimane
- 2019 : Ça va ça vient - Vitaa et Slimane
- 2020 : Jusqu'au bout -  Amel Bent et Imen Es
- 2021 : XY Vitaa et Slimane